# 南紀新報社
南紀新報社（なんきしんぽうしゃ）は、三重県熊野市木本町696に本社を置くローカル新聞社。『南紀新報』（なんきしんぽう）を発行している。
三重県の熊野地方を販売エリアとしている。熊野市に本社を置く新聞社には南紀新報社以外に、『吉野熊野新聞』を発行する吉野熊野新聞社がある。

## 歴史
- 1902年（明治35年） - 設立。

## 歴代社長
- 滝本松作
- 南為太郎
- 鈴木斯郎
- 宮本芳松
- 土橋実茂
- 岩本盤
- 武上千代之丞
- 前川善度
- 前川佳丈
- 前川佳史